# Владимир Петровић (глумац)
Владимир Петровић (Београд 30. новембар 1955) српски је глумац и редитељ. Снимио је осам филмова из серијала Луде године, где је тумачио лик Слободана Бобе Павловића. Осим тога, глумио је и у филму Мајстор и Шампита.

## Биографија
Владимир се бави маркетингом, односно реализацијом и креирањем рекламних кампања. До 1992. године је радио у ЕПП-у Радио Телевизије Београд. Био је редитељ и сниматељ Индексовог радио позоришта. Један је од покретача маркетинга на радију Б92 и прве приватне радио станице Пингвин. Од 1993. радио је у систему Saatchi & Saatchi агенција. Један је од оснивача маркетиншке агенције „Тим талената“. Данас има своју Рекламну агенцију и један је од сувласника радио Индекса. Ожењен је Јасминком Петровић, књижевницом за децу. Имају двоје деце, Игора и Ану.

## Филмографија
| Год.     | Назив                          | Улога                              |
| -------- | ------------------------------ | ---------------------------------- |
| 1970.-те |                                |                                    |
| 1977.    | Више од игре                   | Немачки војник у Гуливеровој радњи |
| 1977.    | Луде године                    | Слободан Боба Павловић             |
| 1980.-те |                                |                                    |
| 1980.    | Дошло доба да се љубав проба   | Слободан Боба Павловић             |
| 1981.    | Љуби, љуби, ал' главу не губи  | Слободан Боба Павловић             |
| 1983.    | Какав деда такав унук          | Слободан Боба Павловић             |
| 1983.    | Иди ми, дођи ми                | Слободан Боба Павловић             |
| 1984.    | Шта се згоди кад се љубав роди | Слободан Боба Павловић             |
| 1985.    | Жикина династија               | Слободан Боба Павловић             |
| 1986.    | Мајстор и Шампита              | водитељ емисије                    |
| 1986.    | Друга Жикина династија         | Слободан Боба Павловић             |
| 1989.    | Сазвежђе белог дуда            |                                    |
| 1990.-те |                                |                                    |
| 1999.    | Наше мало (ТВ серија)          | Мали                               |
| 2010.-те |                                |                                    |
| 2015.    | Цкопа                          |                                    |
| 2020.-те |                                |                                    |
| 2022.    | Лето када сам научила да летим | Човек који купује сладолед         |
| 2025.    | Повратак Жикине династије      | Слободан Боба Павловић             |